# برشاوشان شائك
برشاوشان شائك (الاسم العلمي:Adiantum hispidulum) هو نوع من النباتات يتبع جنس البرشاوشان من الفصيلة الديشارية.